# Mellersta Värends domsaga
Mellersta Värends domsaga var en domsaga i Kronobergs län, bildad 1892 ur västra Värends domsaga. Domsagan avskaffades den 1 januari 1971 då verksamheten överfördes till Växjö tingsrätt.
Domsagan omfattade Kinnevalds och Norrvidinge härader.

## Tingslag
- Kinnevalds tingslag till 1919
- Norrvidinge tingslag till 1919
- Mellersta Värends tingslag från 1919

## Häradshövdingar
- 1892–1922 Reinhold Mathias Hasselrot
- 1923–1933 Sven Bellinder
- 1933–1956 Göran Jakob Theodor Tersmeden
- 1956–1963 Sven-Börje Jacobson
- 1963–1965 Harald Kastrup
- 1965–1970 Börje Smedberg